# Jan Vytrval
Jan Vytrval, né le 8 mai 1998, est un coureur tchèque du combiné nordique.

## Biographie
Jan Vytrval fait ses débuts internationaux au Festival olympique de la jeunesse européenne en 2015.
En décembre 2016, il court sa première course dans la Coupe du monde à Lillehammer. Il est ensuite médaillé de bronze à l'épreuve par équipes des Championnats du monde junior à Soldier Hollow.
Il a représenté son pays aux les championnats du monde de ski 2017 à Lahti, où il s'est classé 48e sur tremplin normal/10 km.
Aux Championnats du monde junior 2018 à Kandersteg, Jan Vytrval prend la médaille de bronze sur l'épreuve individuelle cinq kilomètres, un dixième devant Ben Loomis le quatrième.
En fin d'année 2018, il marque ses premiers points en Coupe du monde à Ramsau, où il est 28e.

## Palmarès

### Jeux olympiques d'hiver
| Épreuve / Édition | Individuel     | Individuel     | Par équipes Grand tremplin |
| Épreuve / Édition | Petit tremplin | Grand tremplin | Par équipes Grand tremplin |
| JO 2022 Pékin     | 26e            | 18e            | 7e                         |

### Championnats du monde
| Épreuve / Édition             | Épreuve / Édition             | Lahti 2017 | Seefeld 2019 | Oberstdorf 2021 |
| ----------------------------- | ----------------------------- | ---------- | ------------ | --------------- |
| Gundersen                     | PT                            | 48e        | 37e          | 27e             |
| Gundersen                     | GT                            | -          | 36e          | 22e             |
| Par équipes en petit tremplin | Par équipes en petit tremplin | 11e        | 9e           | 8e              |
| Sprint par équipes            | Sprint par équipes            | -          | 10e          | 7e              |

### Coupe du monde
- Meilleur classement général : 44e en 2021.
- Meilleure performance individuelle : 19e.

#### Différents classements en Coupe du monde
| Année     | Classement général final |
| 2018-2019 | 63e                      |
| 2019-2020 | 51e                      |
| 2020-2021 | 44e                      |
| 2021-2022 | 41e                      |
| 2022-2023 | 63e                      |

### Championnats du monde junior
- Médaille de bronze par équipes en 2017.
- Médaille de bronze à la Gundersen / 5 kilomètres en 2018.